# Andrei Nechita
Andrei Nechita (Vaslui, 29 mei 1988) is een Roemeens wielrenner die de eerste vier maanden van 2016 reed voor Tusnad Cycling Team. Nechita koerste in het begin van zijn carrière voor Italiaanse clubs en ploegen. Pas in 2015 tekende hij een contract in een ander land, namelijk bij Tusnad in zijn thuisland Roemenië.

## Overwinningen
2009
 Roemeens kampioen op de weg, Beloften
2010
 Roemeens kampioen op de weg, Beloften
 Roemeens kampioen op de weg, Elite
2011
Eindklassement Ronde van Roemenië
 Roemeens kampioen tijdrijden, Elite
 Roemeens kampioen op de weg, Elite
2012
 Roemeens kampioen tijdrijden, Elite
4e etappe deel B Ronde van Szeklerland (ex aequo met Ioannis Tamouridis)
Puntenklassement Ronde van Szeklerland
2013
 Roemeens kampioen tijdrijden, Elite
 Roemeens kampioen op de weg, Elite
2014
 Roemeens kampioen tijdrijden, Elite
2016
Proloog Sibiu Cycling Tour

## Resultaten in voornaamste wedstrijden
| Jaar |  | WK op de weg |
| ---- |  | ------------ |
| 2011 |  | 134e         |
| 2012 |  |              |
| 2013 |  | 47e          |
| 2014 |  | opgave       |
| 2015 |  |              |
| 2016 |  | opgave       |

## Ploegen
- 2014 –  MG Kvis-Wilier
- 2015 –  Tusnad Cycling Team (vanaf 1-5)
- 2016 –  Tusnad Cycling Team (tot 30-4)

Barbu · Crista · Dima · Dobre · Horvath · Lestido · Mascaró · Miralles · Nechita · Novak · Ramos · Sebestyén · Szabó